# ビロード離婚
ビロード離婚（ビロードりこん、英: velvet divorce）は、チェコとスロバキアの両共和国によって1993年1月1日に実施されたチェコおよびスロバキア連邦共和国の連邦制解消。チェコおよびスロバキアでは単に「チェコスロバキア解散」（チェコ語: Zánik Československa、スロバキア語: Zánik Česko-Slovenska）または「チェコスロバキア分離」（チェコ語: Rozdělení Československa、スロバキア語: Rozdelenie Česko-Slovenska）と呼ぶ。

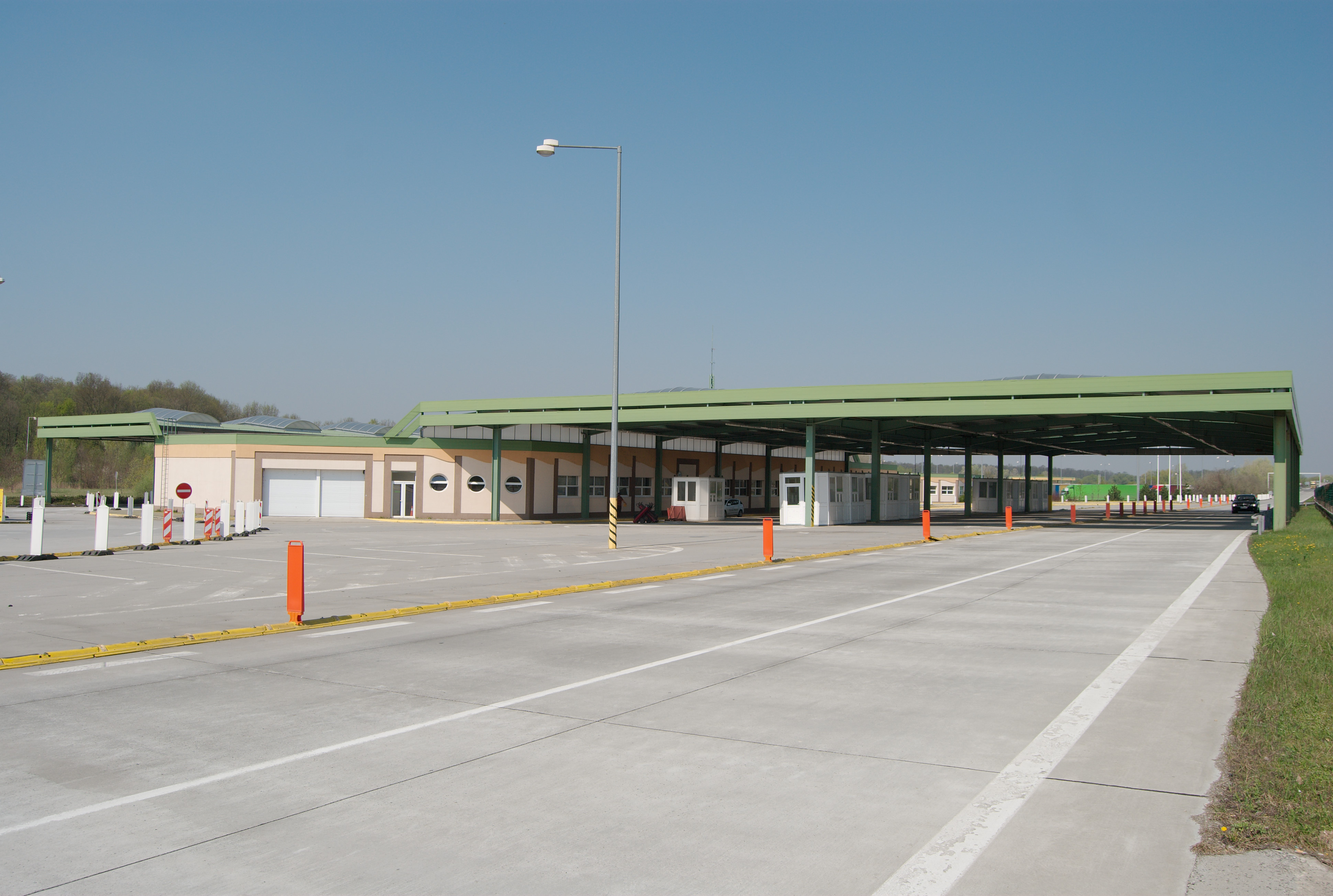
連邦制解消を受けて高速道路D2号（通称・ブラチスラヴァ高速、ブルノ-ブラチスラヴァ間）のチェコ・スロバキア国境上に新設された検問所の建物。シェンゲン協定に基づき2007年末に廃止（2009年撮影）

「ビロード離婚」は主に西側メディアが名付けた通称である。チェコスロバキア共産党政権が倒れた1989年民主化革命が、大規模な流血に至らなかったことから、ビロード革命と呼ばれていた。連邦解消もユーゴスラビア紛争のような武力衝突を免れたことから、夫婦の協議離婚に見立てて「ビロード離婚」と名付けられた。

## チェコスロバキアの連邦解体
歴史的に工業化が進んでいたチェコ共和国（旧・チェコ社会主義共和国）の国内総生産は1990年代初頭、スロバキア共和国（旧・スロバキア社会主義共和国）に比べ20％上回っていたが、成長率の伸び悩みが大きな問題となっていて、チェコの政界ではスロバキアが経済的な重荷となって経済成長が妨げられているとの見方が広まっていた。
こうした状況を背景に1991年1月、チェコ共和国はスロバキア共和国に対する経済支援資金の拠出を停止した。当時、多くのチェコ人やスロバキア人は連邦の存続を求めていたが、スロバキアの政界では、1990年のいわゆる「ハイフン戦争」を経て、構成国の自由裁量権を更に拡大した国家連合制への移行や、完全な独立と主権回復を主張する意見が台頭するなど、連邦制の廃止とチェコとの離別が声高に叫ばれ始めた。スロバキアへの分権促進を巡り、連邦政府とスロバキア共和国政府の間では激しい応酬が続いた。
チェコ政界の急進的な市場経済改革論者で、スロバキアの切り離しを主張していたチェコ市民民主党のヴァーツラフ・クラウスは、スロバキア政界の連邦解体論者だった民主スロバキア運動のヴラジミール・メチアルに接近し、連邦解消を提案。同年の連邦議会人民院選挙で、チェコ市民民主党および民主スロバキア運動がそれぞれの共和国の第1党に躍進したことを受け、同年6月から分離に向けた激しい交渉が始まった。
しかし7月17日にスロバキア国民議会が一方的にスロバキア共和国の国家主権宣言を採択したため、その6日後にブラチスラヴァで開かれた両党の協議で、スロバキア政界の動きを追認する形で連邦解体が正式に合意され、8月26日、ブルノのトゥーゲントハット邸でクラウスとメチアルがチェコスロバキアの連邦解体の合意文書に署名した。
この時、すでにユーゴスラビアでは、同様の連邦離脱問題を巡って内戦が始まっていたが、チェコ、スロバキアの両共和国の交渉は平和的な連邦解体を行うための行政事務手続きの協議に移行した。
連邦議会は11月13日にチェコ、スロバキア両国の領土分割などを定めた「チェコおよびスロバキア連邦共和国資産のチェコ共和国およびスロバキア共和国への分割およびチェコ共和国およびスロバキア共和国への移行に関する基本法」（Ústavný zákon o delení majetku Českej a Slovenskej Federatívnej Republiky medzi Českou Republikou a Slovenskou Republikou a jeho prechode na Českú Republiku a Slovenskú Republiku, チェコスロバキア連邦議会1992年法律第541号）を、11月23日には、連邦の解体を1992年12月31日に行うことを定めた「チェコおよびスロバキア連邦共和国の終了に関する基本法」（Ústavný zákon o zániku Českej a Slovenskej Federatívnej Republiky, チェコスロバキア連邦議会1992年法律第542号）をそれぞれ採択。これらの基本法に基づいて1993年1月1日午前0時に連邦制が解消された。

### 共和国政府への権限移管
チェコスロバキアでは、すでに1989年の民主化以降、連邦を構成するチェコ共和国とスロバキア共和国に対する連邦政府権限の分離・移管が進められていた。社会主義時代からの通常警察機関である国民保安隊公安部（Veřejná bezpečnost）を1991年7月に改組新設した連邦警察機構が「チェコ共和国警察」（Policie České republiky）と「スロバキア共和国警察隊」（Policajný zbor Slovenskej republiky）に分離した形で発足するなど、両共和国政府が連邦政府に代わって所管する行政機構の整備が進められていたことも、連邦制の解消に大きく作用した。
東欧革命以後、ソビエト連邦やユーゴスラビアなど旧共産圏の諸連邦国家で、連邦を構成する「民族共和国」の分離に伴って武力による激しい対立（ユーゴスラビア内戦を参照）が発生したのと対照的に、チェコスロバキアでは流血の事態を招くことなく、立法・行政手続きに基づいた連邦解体が行われたことから、外国メディアを中心に「ビロード離婚」と呼ぶようになった。

## 歴史的背景
第一次世界大戦の終結とオーストリア・ハンガリー帝国の解体に伴い、トマーシュ・マサリクらは1917年、スロバキアとチェコが対等に共和国を構成することを定めた「ピッツバーグ協定」に署名し、チェコスロバキア共和国（第1共和国）が成立した。しかしマサリクの後を継いだエドヴァルド・ベネシュが両国の融合を目指して推進したいわゆる「チェコスロバキア化」は多くのスロバキア人に受け入れられず、スロバキアは侵攻したナチス・ドイツの力を借りる形で1939年3月、スロバキア共和国（スロバキア第一共和国）としていったん分離独立した。
第二次世界大戦後、チェコスロバキアは共和国として再統一され、1960年には社会主義共和国となったが、スロバキア出身のアレクサンドル・ドプチェク共産党第一書記が指導した「プラハの春」と呼ばれる改革運動の結果、1968年に成立した新憲法によって翌1969年、スロバキアはチェコと対等な社会主義共和国として連邦制への移行を果たした。しかしソビエト連邦を中心としたワルシャワ条約機構の軍事介入後の「正常化」の過程で中央集権化が進められた結果、政治行政の権力は再びチェコ側に集中した。これらの経緯が、共産党政権崩壊後の両国の分離を促す背景となった。

## 連邦解体に伴う諸課題

### 資産
陸軍施設、鉄道、空港施設などの連邦資産は、チェコ人とスロバキア人のおよその人口比率である「チェコ2:スロバキア1」の割合で分割した。連邦政府保有の金準備金の処分方法などの若干の議論が、連邦解体後もしばらく続けられた。

### 通貨
連邦解体直後は引き続きチェコスロバキアコルナが両国で使用された。しかし経済損失を懸念したチェコ側によって、1993年2月8日から独自通貨に移行した。チェココルナとスロバキアコルナの為替レートは当初同一だったが、その後両国の経済格差を反映し、1990年代から2000年代前半にかけて、スロバキアコルナがチェココルナを下回る状態が続いた。欧州統一通貨ユーロに対しては、EU加盟当初から導入に積極的だったスロバキアが経済改革を推し進めてマーストリヒト条約の基準を満たし、2008年に移行を開始。2009年1月1日に予定通り切り替えを完了した。導入に消極的だったチェコは、世界金融危機を契機に再検討する姿勢を明らかにしているものの、基準達成への問題も多く、まだめどは立っていない。

### 国旗・国章
連邦解体時の協定では、分離後の両国はともにチェコスロバキア連邦共和国時代の国旗や紋章を使用しないと定めていたが、チェコ側は分離後も自国国旗としてチェコスロバキアの国旗を使用し続けた。このため一時スロバキア側の反発を招いた。

### 経済
分離翌年の1993年は、両国経済とも連邦解体による一定の効果があったが、事前の予想に比べその範囲は限定的なものにとどまった。スロバキアへの経済的負担がなくなることによる飛躍的な経済成長を見込んだチェコ側、チェコの思惑に束縛されないスロバキア独自の自由な経済開拓を見込んだスロバキア側の、双方の思惑はいずれも外れる形となった。

### 国籍・国境管理
分離後、両国間の二重国籍は認められなかったが、数年後に裁判所の許可を前提に一部の国民に認められるようになった。現在では両国とも欧州連合（EU）に加盟したことで自由な往来や就労が可能で、まったく問題にならなくなった。2004年からはパスポートなしで両国間を往来し、特別な許可なく就労することが可能になったほか、シェンゲン協定に基づいて2007年12月31日には国境の検問も廃止されている。

### 民族問題
連邦解体に伴って発生した大きな問題のひとつが、スロバキア出身でチェコに住むロマ人の国籍問題である。連邦解体後のチェコは1992年の国籍法で、自国出身でない者のチェコ国籍を認めず、彼らは長年無国籍のまま放置された。同法の規程に基づいて彼らがチェコ国籍を取得するには、5年間の継続した居住と犯罪を犯していないことの証明が条件とされ、さらに多額の手数料と複雑な手続きが必要だったため、多くのロマ人にとっては事実上国籍取得は不可能だった。一方スロバキア側も、国内に住んでいない彼らにスロバキア国籍を与えることには消極的だった。
このため、多数のロマ人が、法的地位が確立されず就労することも困難な状況におかれていたが、チェコに対するEUの圧力によって1999年と2003年にチェコ国籍法が改正され、問題は解決された。しかし1992年以降いったん国籍を失った人々に対するチェコ政府の補償は現在も行われていない。

### 言語
チェコスロバキア時代のテレビ番組は、ニュースではチェコ語とスロバキア語が同じ比率で放送されたが、外国の映画やテレビドラマなどの吹き替えはほとんどがチェコ語だけで行われた。こうした環境のため、両国のほとんどの国民は、話すことはできなくても互いの言葉を理解することが可能な水準の語学能力を身につけていた。
チェコでは連邦解消後、大半のテレビ番組がスロバキア語を使わなくなったため、若いチェコ人はスロバキア語の読解能力が低下し、スロバキア語の書籍や新聞の売り上げも激減した。しかし近年になって、テレビニュースで再びスロバキア語を導入する動きが出ている。 
一方スロバキアでは、現在もほとんどのケーブルテレビ局でチェコ語のテレビチャンネルを用意しているほか、チェコ語版で吹き替えられた外国の映画や番組がスロバキア国内で放送されることが少なくない。また市場に出回るチェコ語の書籍や雑誌類は連邦解体前よりもむしろ増えており、若いスロバキア人のチェコ語の理解能力は以前と同等か、より向上する傾向にある。

### スポーツ
1993年冬シーズンにスウェーデンで開かれたノルディックスキー国際選手権大会に出場したスキージャンプのチェコスロバキア代表チームは、「チェコ共和国およびスロバキアチーム」として出場した。同時期の世界ジュニアホッケー選手権大会では、大会途中の1992年末日にチェコスロバキアが解体されたことから、チェコスロバキア代表チームは「チェコおよびスロバキアチーム」と改称した。またサッカーチェコスロバキア代表は、1994年のFIFAワールドカップに向けた予選に「チェコおよびスロバキアの代表」（RČS, Reprezentace Česka a Slovenska）として出場。のちにチェコ代表とスロバキア代表に正式に分離した。

### 朝鮮戦争休戦協定への関与
チェコスロバキアは中立国監視委員会（NNSC）のメンバー国として朝鮮戦争休戦協定の履行を監視するため、朝鮮半島の軍事境界線に軍人からなる監視員を派遣していた。連邦解消後、NNSCのメンバー国の地位はチェコが引き継いだが、監視員の派遣は行われなくなった。

## 連邦解体の結果
チェコとスロバキアにとって、連邦解体は、結果としてチェコスロバキア時代よりも良好な両国関係をもたらした。2000年以降の大胆な経済改革による成長でスロバキアの経済水準はチェコと同レベルとなり、2004年にはともに欧州連合に加盟したこともあってチェコスロバキアの復活を求める動きは国民レベルでも政党レベルでもまったくない。連邦解体にともなって新たに確立された両国間の貿易関係は安定している。
特にチェコスロバキア時代には、国内のあらゆる面で指導的地位を占め続けるチェコ人に対し、多くのスロバキア人が何らかの悪感情を抱いていたが、それぞれが対等な独立国となった現在は、言語・文化・経済の各分野でもっとも共通点が多いことから、民族間の関係も良好である。